# 黒沢石斎
黒沢 石斎（くろさわ せきさい）は、江戸時代前期の儒学者。伊勢国出身。外宮長官桧垣常晨に仕えた後、江戸に出て旗本黒沢定幸に仕え、林羅山に儒家神道を学び、松江藩初代儒官となった。主著は『懐橘談』『本朝列女伝』。神儒一致思想に基づき神仏分離を説き、出雲大社の寛文度造営に影響を与えた。

## 生涯

### 伊勢
慶長17年（1612年）7月20日寅の刻、伊勢国度会郡山田西河原御所ノ世古に与村弘宣の次男として生まれた。幼名は次郎。5歳で父と死別し、7歳で蘇軾や「孝行詩」「八景詩歌」「長恨歌」「琵琶行」「野馬台詩」「勧学詩」等を暗誦した。8歳で俳諧を吟じ、9歳で意松軒玄昌に書法、『大学』『中庸』等を学んだ。10歳で久五郎と称し、『貞永式目』『庭訓往来』『倭歌朗詠集』等を学んだ。元和9年（1623年）12歳で元服し、弘忠と名乗った。寛永3年（1626年）1月度会貞晨の紹介で光倫寺の清玄に入門し、『孟子』を学んだ。寛永4年（1627年）叔父の外宮長官桧垣常晨に出仕した。

### 江戸
家が貧しく、いつも繧繝縞の服を着ていたことから、周囲に「繧繝縞」と囃されていたことを苦にし、寛永6年（1629年）3月24日朝熊岳に行くと偽って家出し、桧垣常晨家臣猪野久大夫の弟等室を頼って江戸に出て、江戸幕府馬預黒沢定幸に出仕した。寛永7年（1630年）7月から9月まで定幸の実父諏訪部定吉と陸奥国・出羽国へ、寛永10年（1633年）定幸と陸奥国へ、寛永11年（1634年）5月京都へ旅行し、9月帰宅後、自身を華居士、居宅を孝盤窩と号した。寛永15年（1638年）1月島原・天草一揆見物のため九州へ向かったが、道中で終戦したため、故郷に立ち寄り、4月帰宅した。8月定幸の知行地武蔵国小林村に赴き、領民の争論を仲裁した。
寛永15年（1638年）10月定幸の紹介で林羅山に入門し、黒沢伊勢次郎と名乗り、聖経を学んだ。寛永16年（1639年）9月陸奥国外ヶ浜へ旅行し、寛永17年（1640年）1月2日帰宅した。寛永18年（1641年）2月7日幕府で太田資宗を奉行、羅山を実務総裁として『寛永諸家系図伝』の編纂が開始されると、羅山の子林春恕と共に清和源氏部を担当した。
林門下での弘忠の重用ぶりについて、幕府国史館の書生等が「もし現代に遣唐使が派遣されれば、正使は徳川光圀で、副使は加藤倉部か黒沢弘忠だろう」と評したことを子の於兎丸に伝えられると、「あと20歳ばかり若ければ大使に随行できたかもしれないが、副使とは恐れ多いことだ。」と語ったという。

### 松江藩
寛永18年（1641年）松江藩主松平直政が羅山に世嗣松平綱隆世話役の斡旋を求めたところ、弘忠が推薦され、3月16日江戸の松江藩邸に出仕し、初代儒官となった。寛永20年（1643年）徳川家綱生誕を祝うため第5次朝鮮通信使が江戸に来訪した際、製術官朴安期と交流した。正保元年（1644年）6月2日綱隆部屋諸士番の支配を命じられた。慶安元年（1648年）定幸の命で母を江戸に迎えるため伊勢に赴いた。
承応2年（1653年）6月頃綱隆に従い出雲に赴任し、黒沢三左衛門（三右衛門）と称した。万治元年（1658年）9月隠元隆琦が後水尾上皇に拝謁した際、中根正成に代わって賜答の書牘を執筆した。寛文元年（1661年）出雲大社の寛文度造営が布告されると、松平直政に神仏分離を働きかけ、寛文2年（1662年）仏閣撤廃の方針が打ち出された。
寛文3年（1663年）7月27日京都一乗寺で羅山の高弟石川丈山と初対面し、性理学・唐宋詩を論じた。寛文6年（1666年）松平直政が江戸藩邸で死去すると、綱隆により江戸へ派遣された。寛文7年（1667年）7月1日扈従番改役となり、書方・手習もそのまま務め、9月11日直政・綱隆年譜、11月1日藩士由緒書の編纂を命じられた。寛文12年（1672年）9月15日御歌書用旧集御用を命じられた。
延宝2年（1674年）9月1日御番改役から大名分（家老格）に転じ、近習詰・書方もそのまま務めた。延宝3年（1675年）4月島根郡菅田村に別荘を賜って巻石山と号した。延宝4年（1676年）7月28日隠居し、巻石山に因み石斎の号を賜った。延宝6年（1678年）1月16日出雲で病没し、天倫寺山頂に葬られた。諡号は石斎弘忠居士。

## 禄高
- 寛永18年（1641年） 合力米200俵[15]
- 正保元年（1644年）6月2日 100俵加増[25]
- 慶安4年（1651年）8月11日 300石に切替[25]（神門郡稗原村・大原郡仁和寺村・出雲郡庄原村等[5]）
- 寛文2年（1662年）5月11日 100石加増[25]
- 寛文6年（1666年）5月2日 200石加増[25]（楯縫郡国富村・神門郡遙堪村[5]）
- 寛文8年（1668年）12月28日 200石加増[25]（能義郡中村・大原郡織部村・神門郡常松村[5]）
- 延宝元年（1673年）12月25日 200石加増[25]（仁多郡大呂村・飯石郡中野村[5]）
- 延宝4年（1676年） 隠居料300石[24]

最終的な禄高は1,000石を数えたが、当時全国の藩儒で1,000石を給されたのは福井藩儒伊藤坦庵との2人のみだった。

## 著書
- 「玉瓦詩嚢」 - 寛永9年（1632年）執筆[7]。
- 「石竹叢」 - 寛永12年（1635年）江戸で完成[7]。
- 「寛永日録」 - 寛永13年（1636年）起筆。明暦3年（1657年）明暦の大火で焼失[7]。
- 「歌括蜜蔵馬経」 - 寛永14年（1637年）9月完成[7]。
- 「人馬無労集」 - 寛永15年（1638年）1月完成[7]。
- 「正字馬経」 - 寛永15年（1638年）1月完成[7]。
- 「金屑集」 - 寛永16年（1639年）完成[9]。
- 「知非稿」 - 寛永17年（1640年）完成[9]。明暦の大火で焼失[7]。
- 「乾坤墨談」 - 寛永17年（1640年）完成[9]。
- 「神器伝授図説」 - 寛永18年（1641年）著[7]。
- 「寛永諸家系図伝」清和源氏部 – 寛永18年（1641年）編纂開始[7]。
- 「就道正語」 - 寛永19年（1642年）著[7]。
- 「補註相驥鑑」 - 崇禎16年（1643年）7月朝鮮通信使製述官朴安期序。黒沢定幸『相驥鑑』の補註[27]。
- 「河豚居士伝」 - 慶安元年（1648年）著[7]。
- 「友故録」 - 慶安元年（1648年）著[7]。
- 「茶事記」 - 慶安4年（1651年）著[7]。
- 「毉談」 - 慶安4年（1651年）著[7]。
- 「懐橘譚（懐橘談）」 - 承応2年（1653年）起筆[28]。出雲赴任の際、母への土産話として著したもの。題名は「呉志」陸績伝により、陸績が九江が袁術に拝謁した時、出された橘を母への土産として懐に入れたところ、大いに賞賛された故事に因む[29]。林羅山「丙辰紀行」「癸未紀行」に倣った山陰道の紀行と、『出雲国風土記』の記述を検証した地誌部分から成る[30]
- 「全像本朝古今列女伝（本朝列女伝）」 - 明暦元年（1655年）8月自序[31]、寛文8年（1668年）春刊[32]。承応3年（1654年）刊劉向『列女伝』に影響を受けて著した[33]。
- 「王師纂経」 - 万治3年（1660年）著[7]。
- 「正路指南」 - 万治3年（1660年）起筆[7]。「正路」は「孟子」の語[34]。
- 「孟子諺解」 - 万治3年（1660年）起筆[7]。
- 「和歌権輿集」 - 寛文2年（1662年）著[7]。
- 「詞林翹楚」 - 寛文5年（1665年）直政の命で撰[7]。
- 「雲国侯直政君年譜（雲国侯年譜）」 - 寛文7年（1667年）綱隆の命で編纂[35]。
- 「諸士録（列士録）」 - 寛文7年（1667年）綱隆の命で編纂開始[7]。
- 「仁和楽図」 - 寛文10年（1670年）著[7]。
- 「彝倫和歌集」 - 寛文10年（1670年）著[7]。
- 「本朝事物権輿」 - 延宝4年（1676年）著[7]。
- 「石斎文藻」巻第五 - 文政6年（1823年）11月18日栗原一貫編『粗医進歩抄』（松江赤十字病院所蔵）所収[36]。

## 思想
孟子に私淑し、朱子学の大義名分論を重視した。
林羅山の神儒一致思想を継承し、日本では天種子命による祭祀を孝悌の起源、天照大神による統治を女徳の象徴と位置づけた。『周易』序卦伝「万物有りて、然して後に男女有り。男女有りて、然して後に夫婦有り。夫婦有りて、然して後に父子有り。父子有りて、然して後に君臣有り。君臣有りて、然して後に上下有り。上下有りて、然して後に礼義有り、錯く所有り。」に基づき、伊弉諾尊・伊弉冊尊は日本の太昊・伏羲に当たる存在であり、この2柱が夫婦の道を確立したことが五倫の基礎となり、日本を中国に劣らない国にしたと論じた。
『本朝列女伝』では、倭姫命・神功皇后等の女徳について儒教のいう三従四徳でなく政治能力によって評価する一方、全体としては貞婦・節女の顕彰に重点があり、夫の死後も尼僧になるなどして貞操を守った女性を好んで称賛している。
羅山は仏教伝来以前の神道を理当心地神道と呼び、周の祭祀社会に擬えて理想化したが、古代出雲はその意味で理当心地神道の理想郷であり、儒家流徳治主義の浸透した淳風美俗の地とみなした。林家では菅原道真を儒教の聖人として祀る天神信仰が行われたが、出雲国造家が菅原氏と同じく天穂日命を祖に持つことも出雲を神儒一致の象徴の地とみなす根拠となった。
『懐橘談』には羅山から受け継いだ仏教批判が貫かれ、「無後」（跡継ぎがないこと）を最大の不孝とする『孟子』の考えに基づき僧侶が子孫を残さないことを批判し、三善清行「意見封事十二箇条」の国分寺事業を経済的負担として批判した箇所に同調するほか、手間天神社の医神少彦名神を差し置いて薬師如来を崇拝するのは「家鶏を軽んじ野鶏を愛する」に等しいと非難し、出雲大社・日御碕神社等の社殿・祭祀が仏教化していることを嘆いている。また、儒教的合理主義に基づきヤマトタケル・宮簀媛の婚姻譚や熱田明神の楊貴妃化身説を非合理的と断じ、佐陀大社縁起に語られる「仏菩薩の化現毛胡利」の説話を「妄言卑俚の説」と非難した。
『懐橘談』は友人の出雲国造北島家上官佐草自清のほか、出雲大社の神官に広く受容され、松平直政の「杵築諸法度」による神仏分離・古代回帰路線に理念的根拠を与えた。
晩年には「曲して富貴となるのは、私は好まない。直して貧しく賎しくなるのも、また願わない。直せず曲せず、ただ曲直の間を行くのみである。」との境地に達し、隠宅に「曲直」の扁額を掲げた。

## 親族
- 実父：与村弘宣（三之丞） – 元和2年（1616年）没[46]。
- 実母 – 清和源氏能呂氏庶流[3]（浦口氏？[47]）。明暦2年（1656年）1月3日没[48]。
- 実兄：与村弘正（三之丞、求文窩）
  - 甥：与村三之丞 – 桧垣常有宮奉行。宝永年間火事で被災し、黒沢家を頼って出雲に移住した[19]。
- 養父：黒沢重久（小松杢助、黒沢次右衛門）
- 養兄：黒沢定幸（杢助、申如窩） – 江戸幕府馬預。
- 長男：黒沢長顕（於兎丸、三右衛門）
- 子：黒沢長尚 - 『雲陽誌』の著者。

屋敷は当初塩見縄手にあったが、江戸中期に内中原町に移った。子孫は松江市に現存し、石斎所用の采配等が伝わる。

## 著書リンク
- 『懐橘談. 上,下』 - 早稲田大学図書館古典籍総合データベース
- 『懐橘談・隠州視聴合紀』 - 国立国会図書館デジタルコレクション
- 『本朝列女傳』 - 奈良女子大学学術情報センター
- 『全像本朝古今列女伝. 巻1-10』 - 早稲田大学図書館古典籍総合データベース
- 『本朝列女伝抜萃』 - 国立国会図書館デジタルコレクション
- 『日本教育文庫. 孝義篇 下』 - 国立国会図書館デジタルコレクション